# Molicria
Molicria o Molicrio (en griego, Μολύκρεια o Μολύκρειον) es el nombre de una antigua ciudad griega de Etolia.
Estrabón la sitúa cerca de los montes Tafiaso y Calcis, así como del promontorio llamado Antirrío. El geógrafo menciona que, al igual que Macinia, fue fundada después del retorno de los Heráclidas.
Según una tradición, los supuestos asesinos de Hesíodo tuvieron que huir desde Naupacto a Molicria. En otra versión, el cuerpo de Hesíodo lo arrastró un grupo de delfines hasta el promontorio que pertenecía al territorio de Molicria. Allí, los locrios estaban celebrando una festividad llamada Ria (probablemente en honor de Poseidón) y al ver el cadáver suspendieron la festividad para buscar a los asesinos del poeta. Cuando los encontraron, los echaron al mar vivos y destruyeron sus casas.
Por su corta distancia a Antirrío, a la zona costera del norte del estrecho que separa el Peloponeso de Etolia se le llamaba a veces «Río de Molicria».
En la época de la guerra del Peloponeso era considerada una colonia de Corinto que dependía de Atenas, y fue tomada por el ejército espartano de Euríloco en el año 426 a. C.
Actualmente existe una población en la zona con el nombre de Molikrio pero se desconoce la localización exacta de la ciudad antigua. 